# Atraporiella neotropica
Atraporiella là một chi nấm trong họ Steccherinaceae, thuộc bộ Polyporales. Chi nấm này chỉ bao gồm một loài duy nhất là Atraporiella neotropica được tìm thấy ở Belize.

## Miêu tả
Thể quả của Atraporiella neotropica có kích cỡ chiều dài và chiều rộng từ 2 – 3 cm, độ dày tối đa 1 cm. Bào tử nấm trơn nhẵn, hình bầu dục, kích cỡ chiều dài từ 3 – 3.5, chiều rộng từ 1.2 – 1.4 µm.